# David di Donatello 1993
La 38a edició dels premis David di Donatello, concedits per l'Acadèmia del Cinema Italià va tenir lloc el 2 de juny de 1993 al Capitoli de Roma.

## Guanyadors

### Millor pel·lícula
- Il grande cocomero, dirigida per Francesca Archibugi
- La scorta, dirigida per Ricky Tognazzi
- Jona che visse nella balena, dirigida per Roberto Faenza

### Millor director
- Roberto Faenza - Jona che visse nella balena (ex aequo)
- Ricky Tognazzi - La scorta (ex aequo)
- Francesca Archibugi - Il grande cocomero

### Millor director novell
- Mario Martone - Morte di un matematico napoletano
- Pasquale Pozzessere - Verso sud
- Carlo Carlei - La corsa dell'innocente

### Millor argument
- Francesca Archibugi - Il grande cocomero
- Graziano Diana e Simona Izzo - La scorta
- Roberto Faenza e Filippo Ottoni - Jona che visse nella balena

### Millor productor
- Claudio Bonivento - La scorta
- Guido De Laurentiis, Fulvio Lucisano i Leo Pescarolo - Il grande cocomero
- Elda Ferri - Jona che visse nella balena

### Millor actriu
- Antonella Ponziani - Verso sud
- Margherita Buy - Cominciò tutto per caso
- Carla Gravina - Il lungo silenzio

### Millor actor
- Sergio Castellitto - Il grande cocomero
- Carlo Cecchi - Morte di un matematico napoletano
- Silvio Orlando - Un'altra vita

### Millor actriu no protagonista
- Marina Confalone - Arriva la bufera
- Alessia Fugardi - Il grande cocomero
- Monica Scattini - Un'altra vita

### Millor actor no protagonista
- Claudio Amendola - Un'altra vita
- Renato Carpentieri - Fiorile
- Leo Gullotta - La scorta

### Millor músic
- Ennio Morricone - Jona che visse nella balena
- Ennio Morricone - La scorta
- Riz Ortolani - Magnificat

### Millor fotografia
- Alessio Gelsini - La scorta
- Luca Bigazzi - Morte di un matematico napoletano
- Giuseppe Lanci - Fiorile

### Millor escenografia
- Gianna Sbarra - Fiorile
- Giancarlo Muselli - Morte di un matematico napoletano
- Carlo Simi - La valle di pietra

### Millor vestuari
- Elisabetta Beraldo - Jona che visse nella balena
- Lina Nerli Taviani - Fiorile
- Sissi Parravicini - Magnificat

### Millor muntatge
- Carla Simoncelli - La scorta
- Nino Baragli - Jona che visse nella balena
- Jacopo Quadri - Morte di un matematico napoletano

### Millor enginyer de so directe
- Remo Ugolinelli - La scorta
- Bruno Pupparo - Fiorile
- Alessandro Zanon - Il grande cocomero

### Millor actriu estrangera
- Emmanuelle Béart - Un cor a l'hivern (Un coeur en hiver) (ex aequo)
- Tilda Swinton - Orlando (Orlando) (ex aequo)
- Emma Thompson - Retorn a Howards End (Howards End) (ex aequo)

### Millor actor estranger
- Daniel Auteuil - Un cor a l'hivern (Un coeur en hiver)
- Anthony Hopkins - Retorn a Howards End (Howards End)
- Stephen Rea - Joc de llàgrimes (The Crying Game)

### Millor pel·lícula estrangera
- Un cor a l'hivern (Un coeur en hiver), dirigida per Claude Sautet
- Retorn a Howards End - (Howards End), dirigida per James Ivory
- Joc de llàgrimes - (The Crying Game), dirigida per Neil Jordan

### David Luchino Visconti
- Edgar Reitz

### David especial
- Carlo Cecchi, per la seva interpretació a Morte di un matematico napoletano

### David Franco Cristaldi
- Carlo Ludovico Bragaglia